# Callidula plagalis
Callidula plagalis es una polilla de la familia Callidulidae. Se encuentra en Aru.